# شمس‌الدین العرایشی
شمس‌الدین العرایشی (انگلیسی: Chemcedine El Araichi؛ زادهٔ ۱۸ مهٔ ۱۹۸۱) بازیکن فوتبال اهل بلژیک است.
از باشگاه‌هایی که در آن بازی کرده‌است می‌توان به باشگاه فوتبال جوری ای‌تی‌او اشاره کرد.
وی همچنین در تیم ملی فوتبال مراکش بازی کرده‌است.